# تي بي مازيمبي

الشعار السابق لمازيمبي

تو بيسان مازيمبي (بالفرنسية: Tout Puissant Mazembe)‏ نادِ كرة قدم تأسس عام 1939 وهو أكبر وأعرق الأندية في الكونغو الديمقراطية (زائير سابقاً) ويأتي في المرتبة الثانية نادي فيتا كينشاسا ثم موتيما بيمبي. كما يعتبر مازيمبي من أكبر وأعرق الأندية في القارة الأفريقية أيضًا فقد صال وجال في الفترة من منتصف الستينات وحتى عام 1980. وأحرز العديد من البطولات الأفريقية وكان يعرف هذا النادي في تلك الفترة باسم (Englebert). ويعتبر مع فريق الرجاء الرياضي المغربي الفريقان الأفريقيان الوحيدان اللذان وصلا إلى نهائي كأس العالم للأندية كرة القدم.

## الإنجازات

### البطولات المحلية
- الدوري الوطني الكونغولي (20 مرة) : 1966, 1967, 1969, 1976, 1987, 2000, 2001, 2006, 2007, 2009, 2011, 2012, 2013, 2014, 2016, 2017, 2019, 2020, 2021، 2024
- كأس الكونغو الديمقراطية (5 مرات) : 1966، 1967، 1976، 1979، 2000
- كأس السوبر الكونغولي (3 مرات) : 2013، 2014، 2016

### البطولات القارية

توج ببطولة دوري أبطال أفريقيا في خمس مناسبات

- دوري أبطال أفريقيا (5 مرات) أعوام: 1967 - 1968 - 2009 - 2010 - 2015
  - الوصيف (2): 1969 - 1970
- كأس الكؤوس الأفريقية (مرة) عام: 1980
- كأس السوبر الأفريقي (3 مرات) أعوام: 2010 - 2011 - 2016
  - الوصيف (2): 2017 - 2018
- كأس الكونفيدرالية الأفريقية (مرتين) : 2016 - 2017
  - الوصيف (1): 2013

### البطولات العالمية
- كأس العالم للأندية (الوصيف) عام : 2010.

## العصر الذهبي
بضربة رأس قاتلة تعيد لمازيمبي دوري أبطال أفريقيا بعد غياب دام واحد وأربعون عامًا منذ تتويجة الأخير بالبطولة عام 1968. وذلك في لقاء إياب نهائي دوري أبطال أفريقيا 2009 الذي جمع الفريق مع نادي هيرت لاند النيجيري الذي نجح في الفوز ذهابًا علي ملعبة بهدفين لهدف. وكان مازيمبي يحتاج للفوز بهدف نظيف لإحراز اللقب وتمكن من ذلك بضربة رأس في الدقيقة الثالثة والسبعون من عمر اللقاء ليتسلم الكأس من السيد/ عيسى حياتو الرئيس السابق الاتحاد الافريقى لكرة القدم.
واستمر نجاح مازيمبي للعام الثاني على التوالي حيث استطاع الحفاظ على لقبة وإحراز البطولة مرة أخرى عام 2010 بعد الفوز في النهائي على الترجي 5/صفر وفي العودة 1/1 ليفوز بمجموع المباريتين. ولكن في عام 2012 وصل الي نصف النهائي ولكن أطاح به الترجي.
ويُذكر أنه تمكّن من تحقيق وصافة كأس العالم للأندية بعد فوزه على باتشوكا المكسيكي بهدف دون رد وفوزه علي انترناسيونال البرازيلي بهدف دون رد قبل أن يخسر في النهائي أمام إنتر ميلان الإيطالي بثلاثية، ويُعتبر مازيمبي أول فريق أفريقي يصل لنهائي كأس العالم للأندية.
وفي عام 2013 تم إقصاء مازيمبي من دوري أبطال أفريقيا من دور الستة عشر بعد أن فشل في التغلب على بطل جنوب أفريقيا أورلاندو بيراتس حيث فاز بطل جنوب أفريقيا بثلاثية لهدف في مباراة الذهاب في جوهانسبرغ وكان مازيمبي يحتاج لهدفين للعبور ولكنه فاز بهدف وحيد في ملعب لوبومباتشي في الكونغو الديمقراطية
بعد الهزيمة من أورلاندو بيراتس في دور الـ 16 انتقل مازيمبي إلى الكونفيدرالية الأفريقية
وتمكن من العبور من ملحق دور الـ16 في الكونفيدرالية ليصل إلى مرحلة المجموعات في مجموعة عربية ضمت البنزرتي التونسي و الفتح الرباطي المغربي و وفاق سطيف الجزائري، تمكن من الحصول على صدارة المجموعة بـ 10 نقاط بعد 3 انتصارات وتعادل وهزيمتين ليصل إلى الدور نصف النهائي لملاقاة الملعب المالي وتمكن مازيمبي من قهره ذهابًا وإيابًا ليصل للنهائي لمواجهة الصفاقسي التونسي
حيث تمكّن الصفاقسي من قهر مازيمبي في تونس بهدفين دون رد، وفي ملعب الجحيم ملعب مازيمبي تمكن مازيمبي من تعويض الفارق وإحراز هدفين في أول 25 دقيقة، استمرت أحداث المباراة و مازيمبي كان الأفضل قبل أن يحسمها التونسي فخر الدين بن يوسف لاعب الصفاقسي السابق ولاعب الترجي الرياضي التونسي الحالي في وقت قاتل في الدقيقة 89' لتصبح النتيجة 2-1 لمازيمبي وعندها كان مازيمبي مطالب بهدفين في دقيقتين للفوز بالبطولة ولكنه لم يتمكن من ذلك ليفوز مازيمبي فوز بطعم الهزيمة ويحصل الصفاقسي على لقب الكونفيدرالية للمرة الرابعة في تاريخه.
وفي عام 2014 تمكن تي بي مازيمبي من تصدر مجموعته في دوري أبطال أفريقيا ووصل إلى نصف النهائي ولكنه التقى بحامل لقب هذه البطولة وفاق سطيف الجزائري، وخسر في مباراة الذهاب في ستاد شاكر بالجزائر بنتيجة 2-1 للوفاق
وكان مازيمبي مُطالب بهدف وحيد للوصول إلى النهائي لملاقاة شقيقه من نفس البلد فيتا كلوب ولكن تمكّن وفاق سطيف من صعق مازيمبي في البداية بهدف في عُقر داره ولكن تمكن مازيمبي من الرد بثلاثية تؤهله للنهائي قبل أن يحسمها سطيف ويفوز مازيمبي 3-2 ويتم إقصائه من البطولة
وفي عام 2015 كان هو أحد الأعوام الذهبية لمازيمبي، حيث واجه في دور الـ 32 فريق ماميلودي صن داونز أحد أبطال جنوب أفريقيا ، وتمكّن بطل جنوب أفريقيا من الفوز بنتيجة ضئيلة وهي بهدف دون رد في مباراة الذهاب في جنوب أفريقيا ولكن تمكّن مازيمبي من العودة في الإياب بثلاثية لهدف، وتمكن بعدها من تجاوز الملعب المالي ليصل إلى دور المجموعات الأكثر إثارة برفقة نادي الهلال والمغرب التطواني وسموحة حيث بدأ امام الهلال في قلب لوبومباتشي بتعادل سلبي بدون أهداف، وتكررت نفس النتيجة في المغرب أمام المغرب التطواني ... ليعود مازيمبي للانتصارات بعدها على حساب سموحة المصري ذهابًا وعودة بمجموع 3/0 للمباراتين، ليتصدر مازيمبي المجموعة قبل أن يواجه الهلال في ستاد أم درمان في السودان ليخسر مازيمبي بهدف دون رد، ثم يحقق نتيجة خيالية بخماسية أمام المغرب التطواني في لوبومباتشي ليؤكد صدارة المجموعة وتأهله للدور نصف النهائي لملاقاة المريخ الذي تمكن مازيمبي من إقصائه ثم واجه اتحاد الجزائر في النهائي ليفوز بنتيجة 2/1 في قلب الجزائر بالرغم من حالة الطرد لمازيمبي والتي اضطرت الفريق في لقاء الإياب أيضًا وضربة جزائهم الضائعة ... وفي مباراة العودة فاز مازيمبي مرة أخرى بثنائية ليؤكد اللقب له.

## أبرز مواجهاته مع الأندية العربية
في أول مشاركة مغربية أفريقيا واجه نادي الجيش الملكي المغربي خصمه مازيمبي حامل اللقب، لحساب دور نصف نهائي كأس أفريقيا للأندية البطلة 1968 وانتهى لقاب الذهاب بكينشاسا بالتعادل 1-1، فيما فاز مازيمبي في لقاء الإياب بالدار البيضاء بنتيجة مفاجئة بوقع 3-1.
التقى مع النادي الإسماعيلي في نهائي كأس أفريقيا للأندية البطلة 1969 حيث كان لقاء الذهاب في كينشاسا وتعادل الفريقيان 2/2 وفي لقاء العودة في القاهرة نجح الإسماعيلي في الفوز 3/1 أمام مائة ألف متفرج اكتظ بهم ستاد القاهرة الدولي ليصبح الإسماعيلي أول نادي عربي يفوز ببطولة أفريقية للأندية على حساب مازيمبي.
التقى مع الزمالك المصري في قبل نهائي دوري أبطال أفريقيا 2002 حيث كان لقاء الذهاب في كينشاسا وتعادل الفريقان 1/1 وفي لقاء العودة في ستاد القاهرة الدولي فاز الزمالك 2/0 بهدفي حسام حسن.
التقى مازيمبي مع نادي الهلال السوداني في دور الثمانية لدوري أبطال أفريقيا 2008 حيث تعادل الفريقان بدون أهداف في لوممباشي وفي لقاء العودة بأم درمان انتهى اللقاء بتعادل الفريقين بهدفين لكل.
التقى مازيمبي مع نادي الهلال السوداني مرة أخرى في قبل نهائي دوري أبطال أفريقيا 2009 حيث فاز مازيمبي على الهلال في عقر داره بأم درمان 5/2 ونجح الهلال في رد اعتباره وأنزل أول هزيمة في البطولات الأفريقية لمازيمبي في عقر داره 2/0 ولكنه لم يتأهل إلى النهائي حيث جاء مجموع اللقائين 5/4 لصالح مازيمبي.
يوم 31 أكتوبر 2010، التقى مازيمبي بفريق الترجي الرياضي في لوبومباشي في الدور النهائي ذهاب لكأس رابطة الأبطال الأفريقية، وفاز مازيمبي بنتيجة ساحقة 0/5. لقاء الإياب انتهى في تونس بنتيجة 1/1 وكان يوم 14 نوفمبر 2010.
في 2015 واجه مازيمبي نادي المريخ السوداني في نصف نهائي دوري أبطال أفريقيا وانتهى اللقاء الأول بفوز المريخ 2/1 بملعبه في أم درمان، وانتهى لقاء الإياب في الكونجو الديمقراطية بفوز مازيمبي 3/0 ليتأهل للنهائي.
في 2019، واجه مازمبي النادي الإفريقي في دوري أبطال إفريقيا و إنتهى اللقاء بهزيمة مؤلمة للنادي الإفريقي على ملعب لوبومباشي8/0 و في مباراة الإياب انتهت المباراة بالتعادل السلبي 0-0 في مباراة وصفت بالمملة.

## وصلات خارجية
الموقع الرسمي 